# Pere Navarro Olivella
Pere Navarro Olivella (Barcelona, 25 de mayo de 1952) es un funcionario español. Es el director general de Tráfico desde julio de 2018, cargo que ya había ocupado entre 2004 y 2012.

## Biografía
Navarro es ingeniero industrial por la Escuela Técnica Superior de Ingeniería Industrial de Barcelona, habiéndose licenciado en 1974. Posteriormente obtuvo una diplomatura en Administración de Empresas por la Escuela de Administración de Empresas (1975). En 1977 ingresó por oposición en el Cuerpo Superior de Inspectores de Trabajo y Seguridad Social.
Posteriormente fue delegado de la Consejería de Trabajo de la Generalidad en Gerona (1979-1983), jefe del gabinete del gobernador civil de Barcelona (1983-1985), gobernador civil de Gerona (1985-1996) y jefe de equipo de la Inspección de Trabajo y Seguridad Social en la provincia de Barcelona (1996-1999). Entre 1999 y 2004 Navarro trabajó en el ayuntamiento de Barcelona, primero como director del Servicio de Transportes y Circulación, y luego como comisionado de Movilidad, Transportes y Circulación.
Tras la llegada al gobierno de José Luis Rodríguez Zapatero fue nombrado director general de Tráfico, puesto que conservó durante las dos legislaturas socialistas (2004-2012), con tres ministros del Interior diferentes. Su sustitución no fue anunciada por el nuevo ministro, Jorge Fernández-Díaz, hasta febrero de 2012, siendo uno de los últimos altos cargos nombrados en los gobiernos de José Luis Rodríguez Zapatero en permanecer en su cargo.
Hitos de su mandato al frente de la Dirección General de Tráfico (DGT) fueron la implantación del carné de conducir por puntos y la reducción de la siniestralidad en la carretera. Durante los ocho años de su mandato ésta cayó un 50%: cada año se redujeron los muertos en carretera con respecto al anterior, alcanzando en 2011 la cifra de 1479 personas (la primera vez en cincuenta años que bajaba de 1500). En 2009 fue galardonado con el premio "Mejor Ingeniero del Año" por el Colegio Oficial de Ingenieros Industriales de Madrid (COIIM).
En junio de 2018, el Partido Socialista Obrero Español (PSOE) recuperó el poder de la mano del presidente del Gobierno, Pedro Sánchez, y Fernando Grande-Marlaska fue nombrado ministro del Interior. Este nombró de nuevo a Navarro director general de Tráfico en julio de 2018. Al igual que en su primer periodo al frente de la Dirección General, durante este segundo periodo se continuó reduciendo la siniestralidad. Asimismo, impulsó otra importante reforma del Reglamento General de Circulación para regular por primera vez el uso de vehículos de movilidad personal (v. gr. patinete eléctrico), modificar y endurecer algunas sanciones e infracciones, y modificar algunos límites de velocidad, entre otras medidas.